# Roth, Rhein-Lahn-Kreis
Roth är en kommun och orti Rhein-Lahn-Kreis i det tyska förbundslandet Rheinland-Pfalz. Roth hade 192 invånare år 2012.
Kommunen ingår i kommunalförbundet Verbandsgemeinde Aar-Einrich tillsammans med ytterligare 30 kommuner.